# Lévrier hongrois
Le lévrier hongrois ou Magyar Agár est originaire de Hongrie. La Fédération cynologique internationale le classe dans le groupe 10, lévriers, section 3, standard no 240. 
Il est utilisé comme chien de chasse et de poursuite à vue avec un odorat qui est aussi très développé. Dans les courses de lévriers, il est plus rapide que le greyhound sur certaines distances. 
C'est aussi un excellent chien de compagnie et un très bon gardien.

## Description
Le Magyar Agár est un lévrier élégant dont la conformation laisse deviner la puissance. Il possède une ossature solide et une belle musculature. La longueur du corps dépasse légèrement la hauteur au garrot. La longueur du chanfrein correspond environ à la moitié de la longueur de la tête.

## Histoire
Tout au long de leur voyage de plus de quatre siècles, les lévriers asiatiques qui accompagnaient les Magyars (peuple de cavaliers nomades originaire de la mer Caspienne) se sont reproduits avec des descendants des Vertragi celtes, des sloughis et des tazis appartenant aux populations rencontrées.
Ces chiens poursuivaient et capturaient le gibier rencontré lors de la recherche de nouveaux pâturages pour les troupeaux.
Au IXe siècle, la sédentarisation des Magyars sur les plaines du Danube (Hongrie) a fixé le type et donné naissance au Magyar Agár actuel.
En Hongrie, on distingue deux types de morphologie : un grand gardant les troupeaux appelés "Kutya" et, un plus petit nommé "Agár" comme le chasseur « l’attrapeur de lièvre ». Ce dernier règle sa vitesse sur celle de la proie convoitée, après une longue période d'endurance afin de l'épuiser, il accélère en fin de course pour l'attraper. Ce chien n’a jamais été réservé à l’aristocratie et au contraire élevé comme "le chien de ferme des agriculteurs".
Au XIXe siècle, on l'a croisé avec différents lévriers (principalement avec des Greyhounds), pour augmenter sa rapidité.
Les deux guerres mondiales et l’interdiction de chasser à vue sur les lièvres prise en 1944 ont failli faire disparaitre la race.
Dans les années 1960, les courses de chiens reviennent à la mode. Les Hongrois réalisent que l’ancien type du Magyar Agár est en train de disparaître au profit d’un type plus rapide, à la conformation plus puissante, plus proche de celle du  lévrier greyhound.
Ne voulant pas voir leur race devenir un « sous-produit de Greyhound », ils l'ont reconstituée à partir d’éléments retrouvés dans les fermes isolées, et sélectionnés en fonction de leurs qualités de chasseurs et de gardiens.
En 1971, la FCI reconnaît la race, étape qui marque un regain d'intérêt pour le type originel, aussi bien en Hongrie que partout ailleurs en Europe. En 1972, on recensait 320 Magyars Agár en Hongrie.  
En 1984, Attila Piszar, éleveur suisse d’origine hongroise, participe à une course au cynodrome de Satolas (Isère) avec ses trois Magyars Agár. Il rencontre à cette occasion Christophe Carrier qui décide, en juin 1986, d’acquérir "Vera Arpadhazi" et devint le premier Français propriétaire de Magyar Agár. En 1987, Christophe Carrier crée le premier élevage français sous l’affixe " De l'hem de mercouar ". À partir de là, d'autres personnes décident de se lancer dans l'aventure. 
En 1990, Monsieur Touffut importe 3 Magyar Agár : Lorinci Bator Liderc, Pastortuzvirag Boglar et Bator. 
En 1993, l'élevage" Du domaine de gerfut " produit ses premiers chiots.
En 1993, Marie Morin et William Rabasse importent Videki Vadasz Bectes et, en 1997, ils créent l’élevage " Du chemin des brûmes".
En 2001, Monique Delannoy créa l’affixe " Szovaj zapor " en l'honneur de son chien Zapor et eut sa première portée avec de Jozan du Domaine de Gerfut et de Devaj Zapor (importée début 1997).
En 2001, l'élevage De l'Herm de Mercouar réalise une autre portée.

## Caractère

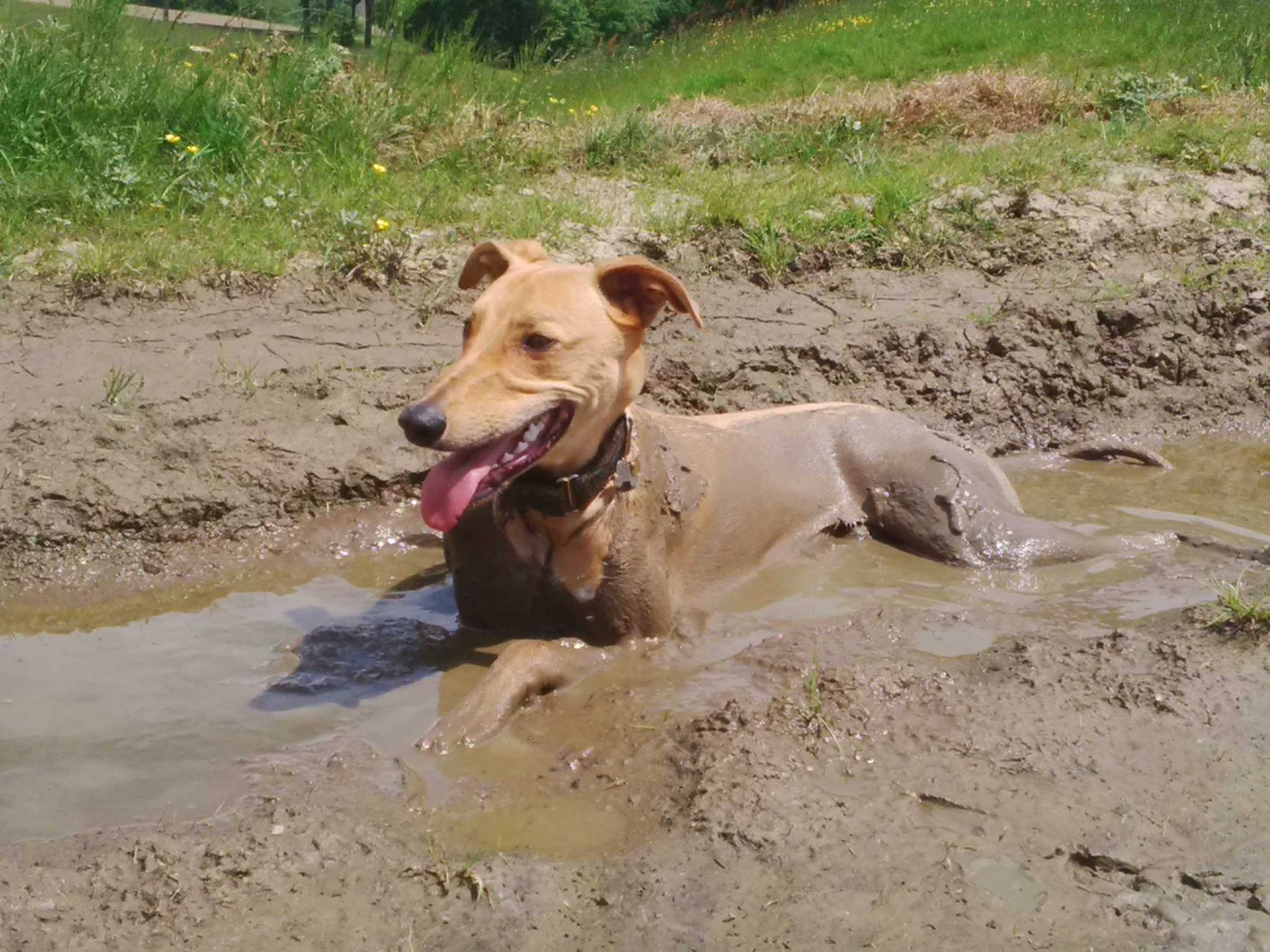
Lévrier hongrois dans l'eau: Joyski de l'étoile du centaure.

Le caractère d’un chien est unique et s’adapte en fonction de l’éducation que les maîtres procurent. Ainsi, ce paragraphe fait état du caractère général sans prendre en compte le dressage fait personnellement ou en club.
Le lévrier Hongrois témoigne une grande dévotion à son maître et reste fidèle à l'entourage de celui-ci. Il se montre méfiant envers les inconnus mais sans agressivité. De nature réservée sans être timide, il est intelligent par son apprentissage rapide. Débordant d’énergie, il reste joueur même adulte. Il possède un instinct de garde développé. À la chasse à vue, il se montre infatigable, persévérant et endurant avec des qualités de coureur de fond. Ce lévrier rustique, est donc beaucoup plus endurant pour la course mais moins rapide que le Greyhound. 
Il éprouve un intérêt particulier pour l'eau via le barbotage ou la nage.
Le chiot a du mal à supporter la solitude.

## Morphologie

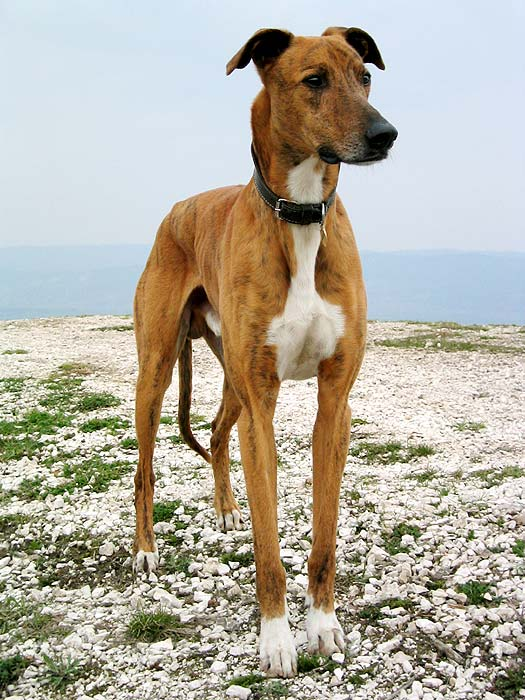
Lévrier hongrois.

Reproduction intégrale du standard de la race : « Lévrier hongrois - L'avis du vétérinaire - Choisir son chien »

### Tête
Vue de profil et de dessus, la tête a la forme d’un coin à base assez large.

#### Région cranienne
Crâne : Modérément fort, large; le front est relativement large.
Stop : Marqué.

#### Région faciale
Truffe : Relativement grande, bien pigmentée, avec des narines larges et bien ouvertes.
Museau : Fort, allongé, mais pas trop pointu.
Lèvres : Bien adaptées, serrées, bien pigmentées.
Mâchoires/dents : Mâchoires fortes et puissantes. Articulé en ciseaux bien développé, puissant et complet selon la formule dentaire du chien.
Joues : Fortes, musclées.
Yeux : De grandeur moyenne, foncés, ni profondément enfoncés dans les orbites ni fortement saillants. L’expression est vive et intelligente.
Oreilles : Elles sont de bonne grandeur et leur tissu est épais. Attachées à hauteur moyenne, elles sont repliées sur le cou en forme d’oreille en rose d’un port parfait. Si l’attention du chien est éveillée, il dresse les oreilles. À la place des oreilles légères on recherche plutôt les oreilles lourdes. Une oreille dressée en permanence est un défaut.
Cou : De longueur moyenne, mais élégant, sec, musclé, sans plis.

### Corps
Garrot : Bien développé, musclé, long.
Dos : Large, droit, ferme, très bien musclé.
Rein : Très large, droit, fortement musclé.
Croupe : Large, légèrement inclinée, dotée d’une bonne musculature.
Poitrine : La cage thoracique est bien descendue et fortement bombée pour donner suffisamment de place aux poumons puissants et au cœur. Les côtes sont bien cintrées et s’étendent loin en arrière.
Ventre : Modérément relevé.
Queue : Attachée à hauteur moyenne, la queue, forte et épaisse, ne s’amenuise que peu; elle est légèrement recourbée et atteint le jarret. Sa face inférieure est couverte d’un poil « fil de fer ». Au repos, elle tombe verticalement; quand le chien est en action, elle peut être relevée jusqu’à la hauteur de la ligne du dos.

### Membres
Membres antérieurs : Les antérieurs sont forts et nerveux. Aussi bien vus de face que de derrière, ils sont droits et parallèles.
Epaules : Omoplate modérément oblique, mobile, musclée, longue.
Bras : Long, un peu oblique, musclé.
Coudes : Bien appliqués contre la paroi thoracique, tout en restant flexibles et mobiles; ils ne sont tournés ni en dedans ni en dehors.
Avant-bras : Long, droit, doté d’une bonne ossature et d’une musculature sèche.
Carpe : Large et fort.
Métacarpe : Court et vertical.
Pieds antérieurs : Passablement gros, plutôt longs. Les coussinets sont résistants. Les ongles, tenus courts, sont forts.
Membres postérieurs : Les postérieurs sont bien angulés, mais sans exagération, fortement musclés et dotés d’une bonne ossature. Vus de derrière, ils sont parallèles.
Cuisse : Puissamment musclée; les muscles sont assez longs.
Grasset : D’une angulation moyenne, fort, tourné ni en dedans ni en dehors.
Jambe : Longue, avec musculature sèche.
Jarret : Solide, fort, placé bas.
Métatarse : Vu de derrière, parallèle, aussi bien en station qu’en mouvement.
Pieds postérieurs : Passablement gros, plutôt longs, dotés de coussinets et d’ongles forts.
Allures : Trot élastique couvrant bien du terrain; vus de face et de derrière, les membres se meuvent dans des plans parallèles.
Peau : Relativement épaisse, bien appliquée sur tout le corps, ne formant ni plis ni fanon.

### Robe
Poil : Court, serré, dur, bien couché. En hiver un sous-poil épais et abondant peut se développer.
Couleur : Toutes les couleurs et combinaisons de couleur qui existent chez les lévriers sont admises, sauf les couleurs et combinaisons de couleur citées sous défauts éliminatoires.

### Défauts
Voici une liste de défauts ne permettant pas une obtention du LOF:
• Forme de la tête atypique. 
• Prognathisme supérieur ou inférieur, arcade dentaire déviée. 
• Absence d’une ou de plusieurs dents parmi les incisives, les canines, les prémolaires 2-4 et les molaires 1-2. Absence de plus de deux
• Entropion, ectropion. 
• Couleurs bleu, bleu panaché de blanc, brun, louvet et noir et feu; chien tricolore. 
• Agressivité.
De plus, les testicules des mâles doivent être d’aspect normal et complètement descendus dans le scrotum.

## Alimentation
Comme tous les lévriers, le magyar agár a une tolérance alimentaire fragile. Son poids est compris entre 25 et 32 kg.

## Soins et santé
C'est un lévrier robuste et rustique qui supporte les changements de températures et celles extrêmes, il est donc inutile de prévoir un manteau pour cette race.
Il est recommandé de « tâter » son chien régulièrement afin de l’habituer à être manipulé (notamment en cas de visite vétérinaire:  ouvrir la bouche, soulever les gencives, toucher les oreilles, toucher son corps pour détecter des tiques éventuelles voire, des blessures sous le sous-poil, faire lever la patte pour regarder les coussinets...
Il n'y a pas de problème de santé particulier remarqué sur cette race et pas de cas de dysplasie des hanches.

## Mode de vie
Le Lévrier hongrois peut très bien vivre en maison mais aussi, en appartement s'il est sorti plusieurs fois par jour et qu'il possède un espace à lui défini. En effet, ils sont plutôt considérés comme « chiens de canapés ».
Ce chien est à l'aise avec les enfants mais aussi, avec d'autres espèces animales (chats, chiens, etc.).

## Sport
- Épreuves de courses sur cynodromes ou racing.
- La poursuite à vue sur leurre (PVL) ou coursing.
- Adapté à l'Agility.

## Élevage

### Allemagne
- Farkas von Salomon

### France
- Adixatz
- La Colombe Béarnaise
- La plaine de pannomie
- La poterie d'en haut
- L'étoile du centaure

### Hongrie
- Olajos reti kennel
- Vadaszok reme